# Amphimallon pini
Amphimallon pini är en skalbaggsart som beskrevs av Olivier 1789. Amphimallon pini ingår i släktet Amphimallon och familjen Melolonthidae. Inga underarter finns listade i Catalogue of Life.